# Ari Shavit
Ari Shavit, ne le 26 novembre 1957 à Rehovot, est un journaliste israélien. Il travaille pour le quotidien Haaretz.

## Biographie
Il étudie à l'université hébraïque de Jérusalem.
Il commence à travailler pour le quotidien Haaretz en 1995.
En 2013, il publie l'essai My Promised Land: The Triumph and Tragedy of Israel. Il fait partie des best-sellers du New York Times.
En 2016, Shavit est provisoirement mis à pied du magazine Haaretz après des accusations de harcèlement sexuel par la journaliste Danielle Berrin (arz),,,. Il démissionne peu après.

## Publications

### Traductions en français
- Ma terre promise : Israël, triomphe et tragédie [« My Promised Land: The Triumph and Tragedy of Israel »]  (trad. de l'anglais), Paris, JC Lattès , 2016, 380 p. (ISBN 978-2-7096-4749-6, BNF 44406209)